# Oussama Moustapha Hassan Nasr
 (février 2009).
Si vous disposez d'ouvrages ou d'articles de référence ou si vous connaissez des sites web de qualité traitant du thème abordé ici, merci de compléter l'article en donnant les références utiles à sa vérifiabilité et en les liant à la section « Notes et références ».
Nasr Oussama Mustafa Hassan (également connu sous le nom d'Abou Omar) est un ancien imam égyptien, né en 1963 à Alexandrie. Il a été l'un des détenus fantômes de la CIA, après avoir été enlevé en Italie par des agents américains en 2003 dans le cadre du programme "extraordinary rendition" de l'agence. Cet enlèvement a donné lieu à un procès en Italie qui a abouti en 2009 aux premières condamnations par la justice dans le monde contre des personnes impliquées dans ce programme.

## Biographie
Faisant partie du groupe Jama'a al-Islamiya,, Abou Omar est contraint de quitter son Égypte natale au début des années 1980 afin d'échapper à la répression des mouvements islamistes reconnus comme terroristes par le gouvernement égyptien. En 1997, il demande et obtient le statut de réfugié politique en Italie et s'installe à Milan. Imam, il fait dans sa mosquée milanaise des prêches virulents contre la politique étrangère des États-Unis et sur les méfaits de l'Italie en Somalie et en Libye. Après les attentats du 11 septembre 2001, il est placé sous surveillance par la police italienne qui le considère comme un élément modéré et capable de limiter les éventuels tempéraments violents de ses fidèles[réf. nécessaire]. Il est notamment très critique envers la guerre menée par les États-Unis en Irak. En 2002, il est à nouveau placé sous la surveillance conjointe de la CIA et du SISMI (service militaire de renseignement italien) étant soupçonné de fournir des candidats terroristes à l'organisation Al-Qaeda en Irak et de projeter divers attentats, ce qu'il a toujours nié .

## L'enlèvement
Le 17 février 2003, alors qu'Abou Omar se rend à la mosquée, il est intercepté par des agents américains de la CIA, probablement épaulés par le SISMI et chargé violemment dans une fourgonnette. Ses proches déposent une plainte pour enlèvement le 20 février 2003 mais resteront sans nouvelles pendant pratiquement une année.
Le 20 avril 2004, la femme d'Abou Omar, Nabila, reçoit un téléphone de son mari en provenance d'Alexandrie lui annonçant qu'il a été libéré une première fois la veille par les autorités égyptiennes.
Durant les jours qui suivent, il pourra faire, par téléphone, le récit de ce qu'il lui est arrivé. Il raconte son brutal enlèvement par des personnes qui lui semblait pouvoir être de nationalité italienne puis, son transfert en avion dans plusieurs bases américaines de l'OTAN (d'abord Aviano Air Base, en Italie, où il aurait été torturé puis, transporté à bord d'un Learjet, Ramstein Air Base en Allemagne,). Il y est une première fois interrogé et battu par des militaires américains qui lui reprochent son engagement contre la guerre en Irak et l'accusent de former des combattants terroristes. À la suite de quoi, il est à nouveau embarqué de force dans un avion qui le conduira jusqu'à l'aéroport civil du Caire où il sera réceptionné par des officiers égyptiens. Lors de son premier interrogatoire, les militaires égyptiens lui auraient proposé de libérer et de le renvoyer en Italie à la condition qu'il travaille pour eux. À la suite de son refus, il est emmené à la prison de Mazraat Tora où il est torturé pendant plusieurs mois. Les récits des mauvais traitements qu'il reçoit alors sont particulièrement insoutenables : il a été violé, soumis de façon répétée à des chocs électriques sur la tête, le corps et les parties génitales, transféré de cellules glaciales en cellules surchauffées. Il aurait, à la suite de ces tortures répétées, perdu l'usage d'une de ses oreilles. Il est libéré après 14 mois faute de preuves suffisantes mais à la condition expresse qu'il ne parle pas de ce qu'il a enduré en prison. À la suite de fuites dans la presse de ses conversations téléphoniques, Abou Omar est à nouveau arrêté le 9 mai 2004 à son domicile d'Alexandrie. En 2004, il parvient à faire parvenir une lettre à la police italienne décrivant les conditions de son enlèvement et de sa détention. Le 11 février 2006, l'avocat d'Abou Omar, Mr. el-Zayat annonce que son client a été relâché en Égypte et est de retour dans sa famille.
En 2013, Abou Omar a été reconnu coupable de terrorisme international par la justice italienne et a été condamné à 6 ans de prison par contumace. Il réside cependant en Égypte, et il est improbable qu'il soit extradé en Italie pour purger cette peine.

## L'implication de la CIA et de l'Italie
À la suite de la plainte des proches d'Abou Omar et de l'enquête menée par le parlement européen à propos des renditions extraordinaires et des centres de détention clandestins de la CIA, sous la direction du parlementaire suisse Dick Marty, une enquête a été menée par le DIGOS (police anti-terroriste italienne) sur ordre du procureur Armando Spataro.
Les traces des agents américains furent relativement faciles à suivre. En effet, ces derniers ont utilisé leurs propres noms ainsi que des voitures et des téléphones portables de l'ambassade américaine de Rome. Il en ressort une première liste des douze agents qui ont participé directement à l'enlèvement et dont le commando était dirigé par Robert Seldon Lady, chef d'antenne de la CIA à Milan.
Le Premier ministre italien Silvio Berlusconi a nié avoir eu connaissance de toute l'opération et a critiqué le procès en prétendant que cela pourrait nuire à la réputation internationale de l'Italie. Silvio Berlusconi et son successeur Romano Prodi refusent de déclasser des documents importants pour le procès en invoquant le secret d'état .
Les procureurs Armando Spataro et Pomarici ont décrit l'opération comme étant une opération concertée entre la CIA et le SISMI. L'expert antiterroriste Guido Olimpio note que l'ordonnance d'arrestation contre Marco Mancini (n°2 du SISMI) et son supérieur le général Gustavo Pignero, parle d'un exemple de coopération, insinuant implicitement qu'il y en aurait eu d'autres. Il note en outre que, si les services de renseignement italiens ont été exclus d'Alliance Base, un centre de coordination internationale de lutte anti-terroriste, situé à Paris, en raison de rivalités internes, cela n'a pas empêché une coopération entre le SISMI et la CIA.
En février 2016, la Cour européenne des droits de l'Homme a condamné l'Italie dans cette affaire, en estimant que les autorités italiennes étaient au courant de l'enlèvement et ont abusé du secret d'état pour couvrir les responsables .

## Condamnations des participants à l'enlèvement
Le 4 novembre 2009, un juge italien a condamné 22 agents soupçonnés ou connus de la CIA, un colonel de l'US Air Force  et deux agents secrets italiens pour avoir participé à l'enlèvement. Ce sont les premières condamnations par la justice dans le monde contre des personnes impliquées dans le programme "extraordinary rendition" de la CIA,,. L'ancien chef de la station de la CIA de Milan, Robert Seldon Lady, reçoit huit ans de prison. Le reste des agents américains, y compris une ancienne fonctionnaire consulaire américain de Milan, Sabrina De Sousa, et le lieutenant-colonel Joseph L. Romano de l'USAF, reçoivent cinq ans chacun. Les condamnés doivent également payer 1 million d'euros à Nasr et la somme de 500 000 € à sa femme. Trois américains, y compris le chef de la station de la CIA de Rome, Jeffrey Castelli et deux autres diplomates assignés à l'époque à l'ambassade des États-Unis à Rome ont été acquittés en raison de l'immunité diplomatique. A l'exception des deux Italiens, tous ont été condamnés par contumace et, tant que les verdicts restent en place, les 23 Américains condamnés ne peuvent pas voyager en Europe sans risquer d'être arrêtés. Plusieurs gouvernements italiens successifs ont déclaré qu'ils ne demanderaient l'extradition des Américains condamnés pour ne pas envenimer les relations diplomatiques entre les deux pays .
En septembre 2012, la Cour supérieure de cassation de l'Italie a confirmé les verdicts de culpabilité rendus par les tribunaux inférieurs. Le 13 février 2013, la Cour d'appel de Milan a condamné l'ancien directeur du SISMI Nicolò Pollari à 10 ans de prison et a accordé 1,5 million d'euros de dommages et intérêts à Abu Omar et à son épouse. Le directeur adjoint de Pollari, Marco Mancini, a été condamné à 9 ans de prison.
L'ancien agent de la CIA Sabrina De Sousa a été détenue à l'aéroport de Lisbonne au Portugal le 5 octobre 2015. Elle devait être extradée en Italie, mais une grâce partielle du président italien —en février 2017— a réduit la peine de 4 à 3 ans. Cette peine a ensuite été commuée en travaux d'intérêt généraux, pour lesquels l'extradition n'est pas possible. L’organisateur de l’enlèvement et ancien chef de la CIA à Milan, Robert Seldon Lady, a été interpellé le 18 juillet 2013 au Panama, avant d’être relâché le lendemain. Il a par la suite demandé la grâce du président italien en s’excusant pour sa participation au kidnapping.